# Astrit Ajdarević
Astrit Agim Ajdarević (Pristina, 17 aprile 1990) è un ex calciatore svedese naturalizzato albanese, di ruolo centrocampista.

## Biografia
Nato a Pristina in Kosovo, successivamente si è trasferito in Svezia. È figlio di Agim Ajdarević, attaccante arrivato a giocare fino alla massima serie jugoslava tra gli anni '80 e '90, prima della partenza verso il paese scandinavo. Astrit ha due fratelli minori calciatori: Arben, nato nel 1995 e militante perlopiù nelle serie dilettantistiche, e Alfred, nato nel 1998, che ha fatto le prime presenze in Allsvenskan con l'Örebro.

## Carriera

### Club
Ha iniziato la sua carriera calcistica nel Falkenberg dove, mettendo in mostra tutte le sue potenzialità, ha suscitato grande interesse da parte di varie squadre di alto livello, come il Liverpool, che il 1º gennaio 2007 lo ha acquistato a titolo definitivo per circa 1,2 milioni di euro.
Dopo aver trascorso due stagioni nelle giovanili del Liverpool, è stato ceduto in prestito al Leicester City il 1º marzo 2009. Ha fatto il suo debutto con le "Foxes" in campionato contro il Carlisle Utd, terminata sul punteggio di 2-2. Il 25 marzo 2010 è stato girato in prestito all'Hereford Utd fino al termine della stagione.
Svincolatosi dal Leicester City, è tornato a giocare in Svezia nel giugno del 2010 per unirsi all'Örebro, in quella che è stata la sua prima parentesi in Allsvenskan. Il contratto firmato con l'Örebro aveva una durata di tre anni e mezzo, ma c'era una clausola sia per il club che per il giocatore di interrompere il rapporto dopo 6 mesi. Ajdarević ha sfruttato questa possibilità e nel gennaio 2011 è diventato a tutti gli effetti un giocatore del neopromosso IFK Norrköping con un accordo valido per tre stagioni.
Il 1º luglio 2012 è stato acquistato a titolo definitivo per 1,7 milioni di euro, firmando un contratto quadriennale con lo Standard Liegi. Il suo primo gol nel campionato belga lo ha realizzato il 19 agosto 2012 nella vittoria esterna per 6-2 sullo Charleroi. Successivamente però ha perso spazio a seguito dell'esonero del tecnico Ron Jans, avvenuto il 22 ottobre 2012. Poco utilizzato dal nuovo allenatore Mircea Rednic e ancor di meno dal successore Guy Luzon, il 3 gennaio 2014 Ajdarević si è trasferito in prestito al Charlton nella Championship inglese. Rientrato in Belgio durante l'estate seguente, dopo aver giocato nella prima parte di stagione con lo Standard Liegi, collezionando 8 presenze ed un gol tra campionato e coppe, è stata annunciata una nuova cessione a titolo temporaneo con il prestito all'Helsingborg in Svezia fino all'estate successiva.
Dopo aver rescisso consensualmente il contratto che lo legava allo Standard Liegi, è ritornato all'Örebro a cinque anni di distanza, nonostante l'accusa di tradimento rivoltagli in passato dagli stessi tifosi bianconeri dopo il suo passaggio al Norrköping.
Il 13 dicembre 2016, Ajdarević è stato annunciato fino all'estate del 2019 dai greci dell'AEK Atene, che avevano nello svedese Daniel Majstorović il proprio direttore sportivo. In un anno e mezzo ha disputato complessivamente 35 incontri di campionato (inclusi i play-off), oltre a giocare per tutti i 90 minuti il preliminare di andata di Champions League perso 0-2 contro il CSKA Mosca. La sua esperienza ateniese si è chiusa con qualche mese di anticipo il 30 novembre 2018, quando è stata annunciata la rescissione consensuale.
Ajdarević è tornato a giocare nel campionato svedese nel 2019 con l'ingaggio da parte degli stoccolmesi del Djurgården, che lo hanno annunciato e presentato il 9 febbraio 2019 in vista dell'imminente stagione. Totalizzando 26 presenze ha contribuito al raggiungimento del 1º posto in classifica della squadra nell'Allsvenskan 2019 e quindi alla conquista del titolo di campione di Svezia.
Il 16 luglio 2020 il Djurgården ha reso noto di aver concesso ad Ajdarević una pausa dall'attività calcistica: il giocatore, che era già rimasto fuori dalla lista dei convocati nelle due precedenti partite, si è detto speranzoso di poter presto tornare motivato. Il seguente 27 agosto, tuttavia, è stata annunciata la rescissione contrattuale consensuale tra le due parti.
Nel dicembre del 2020 il trentenne Ajdarević è diventato opinionista per i canali sportivi della pay TV C More, ma nel febbraio del 2021 è tornato al calcio giocato con l'ingaggio da parte dell'Akropolis, formazione militante nel campionato di Superettan con sede nella periferia stoccolmese.

### Nazionale
Dal 2011 al 2012 fa parte della Nazionale svedese Under-21, nel 2017 opta per la Nazionale albanese.

## Statistiche

### Presenze e reti nei club
Statistiche aggiornate al 27 gennaio 2018.
| Stagione              | Squadra               | Campionato            | Campionato | Campionato | Coppe nazionali | Coppe nazionali | Coppe nazionali | Coppe continentali | Coppe continentali | Coppe continentali | Altre coppe | Altre coppe | Altre coppe | Totale | Totale |
| Stagione              | Squadra               | Comp                  | Pres       | Reti       | Comp            | Pres            | Reti            | Comp               | Pres               | Reti               | Comp        | Pres        | Reti        | Pres   | Reti   |
| --------------------- | --------------------- | --------------------- | ---------- | ---------- | --------------- | --------------- | --------------- | ------------------ | ------------------ | ------------------ | ----------- | ----------- | ----------- | ------ | ------ |
| 2006                  | Falkenberg            | A                     | 0          | 0          | CS              | 0               | 0               | -                  | -                  | -                  | -           | -           | -           | 0      | 0      |
| mar.-giu. 2009        | Leicester City        | FL1                   | 5          | 0          | FACup+CdL       | 0+0             | 0               | -                  | -                  | -                  | -           | -           | -           | 5      | 0      |
| 2009-mar. 2010        | Leicester City        | FLC                   | 0          | 0          | FACup+CdL       | 0+0             | 0               | -                  | -                  | -                  | -           | -           | -           | 0      | 0      |
| Totale Leicester City | Totale Leicester City | Totale Leicester City | 5          | 0          |                 | 0               | 0               |                    | -                  | -                  |             | -           | -           | 5      | 0      |
| mar.-giu. 2010        | Hereford Utd          | FL2                   | 1          | 0          | FACup+CdL       | 0+0             | 0               | -                  | -                  | -                  | -           | -           | -           | 1      | 0      |
| lug.-dic. 2010        | Örebro                | A                     | 13         | 5          | CS              | 0               | 0               | -                  | -                  | -                  | -           | -           | -           | 13     | 5      |
| 2011                  | IFK Norrköping        | A                     | 28         | 4          | CS              | 1               | 0               | -                  | -                  | -                  | -           | -           | -           | 29     | 4      |
| gen.-lug. 2012        | IFK Norrköping        | A                     | 12         | 2          | CS              | 0               | 0               | -                  | -                  | -                  | -           | -           | -           | 12     | 2      |
| Totale IFK Norrköping | Totale IFK Norrköping | Totale IFK Norrköping | 40         | 6          |                 | 1               | 0               |                    | -                  | -                  |             | -           | -           | 41     | 6      |
| 2012-2013             | Standard Liegi        | PL                    | 19+1       | 1+0        | CB              | 1               | 1               | -                  | -                  | -                  | -           | -           | -           | 21     | 2      |
| 2013-gen. 2014        | Standard Liegi        | PL                    | 0          | 0          | CB              | 0               | 0               | -                  | -                  | -                  | -           | -           | -           | 0      | 0      |
| gen.-giu. 2014        | Charlton              | FLC                   | 19         | 2          | FACup+CdL       | 3+0             | 0               | -                  | -                  | -                  | -           | -           | -           | 22     | 2      |
| 2014-feb. 2015        | Standard Liegi        | PL                    | 6          | 1          | CB              | 0               | 0               | UCL                | 2                  | 0                  | -           | -           | -           | 8      | 1      |
| Totale Standard Liegi | Totale Standard Liegi | Totale Standard Liegi | 25+1       | 2+0        |                 | 1               | 1               |                    | 2                  | 0                  |             | -           | -           | 29     | 3      |
| feb.-lug. 2015        | Helsingborg           | A                     | 13         | 1          | CS              | 4               | 1               | -                  | -                  | -                  | -           | -           | -           | 17     | 2      |
| ago.-dic. 2015        | Örebro                | A                     | 10         | 2          | CS              | 1               | 0               | -                  | -                  | -                  | -           | -           | -           | 11     | 2      |
| 2016                  | Örebro                | A                     | 25         | 4          | CS              | 1               | 1               | -                  | -                  | -                  | -           | -           | -           | 26     | 5      |
| Totale Örebro         | Totale Örebro         | Totale Örebro         | 48         | 11         |                 | 2               | 1               |                    | -                  | -                  |             | -           | -           | 50     | 12     |
| gen.-giu. 2017        | AEK Atene             | SL                    | 15+4       | 1+0        | CG              | 4               | 0               | UEL                | -                  | -                  | -           | -           | -           | 23     | 1      |
| 2017-2018             | AEK Atene             | SL                    | 16         | 0          | CG              | 5               | 1               | UCL+UEL            | 1+5                | 0                  | -           | -           | -           | 20     | 1      |
| lug.-nov. 2018        | AEK Atene             | SL                    | -          | -          | CG              | 1               | 0               | UCL                | -                  | -                  | -           | -           | -           | 1      | 0      |
| Totale AEK Atene      | Totale AEK Atene      | Totale AEK Atene      | 31+4       | 1+0        |                 | 10              | 1               |                    | 6                  | 0                  |             | -           | -           | 51     | 2      |
| Totale carriera       | Totale carriera       | Totale carriera       | 182+5      | 23+0       |                 | 21              | 4               |                    | 8                  | 0                  |             | -           | -           | 216    | 27     |

### Cronologia presenze e reti in nazionale
| Cronologia completa delle presenze e delle reti in nazionale ― Albania | Cronologia completa delle presenze e delle reti in nazionale ― Albania | Cronologia completa delle presenze e delle reti in nazionale ― Albania | Cronologia completa delle presenze e delle reti in nazionale ― Albania | Cronologia completa delle presenze e delle reti in nazionale ― Albania | Cronologia completa delle presenze e delle reti in nazionale ― Albania | Cronologia completa delle presenze e delle reti in nazionale ― Albania | Cronologia completa delle presenze e delle reti in nazionale ― Albania |
| Data                                                                   | Città                                                                  | In casa                                                                | Risultato                                                              | Ospiti                                                                 | Competizione                                                           | Reti                                                                   | Note                                                                   |
| ---------------------------------------------------------------------- | ---------------------------------------------------------------------- | ---------------------------------------------------------------------- | ---------------------------------------------------------------------- | ---------------------------------------------------------------------- | ---------------------------------------------------------------------- | ---------------------------------------------------------------------- | ---------------------------------------------------------------------- |
| 13-11-2017                                                             | Adalia                                                                 | Turchia                                                                | 2 – 3                                                                  | Albania                                                                | Amichevole                                                             | -                                                                      | 81’                                                                    |
| Totale                                                                 |                                                                        | Presenze (355º posto)                                                  | 1                                                                      |                                                                        | Reti                                                                   | 0                                                                      |                                                                        |

## Palmarès

### Club

#### Competizioni nazionali
- Football League One: 1

Leicester City: 2008-2009
- Campionato greco: 1

AEK Atene: 2017-2018
- Campionato svedese: 1

Djurgården: 2019